# Бердихів
Берди́хів — село в Україні, у Яворівському районі Львівської області. Населення — 680 осіб.
У податковому реєстрі 1515 року в селі документується млин і 3 лани (близько 75 га) оброблюваної землі.

## Галерея

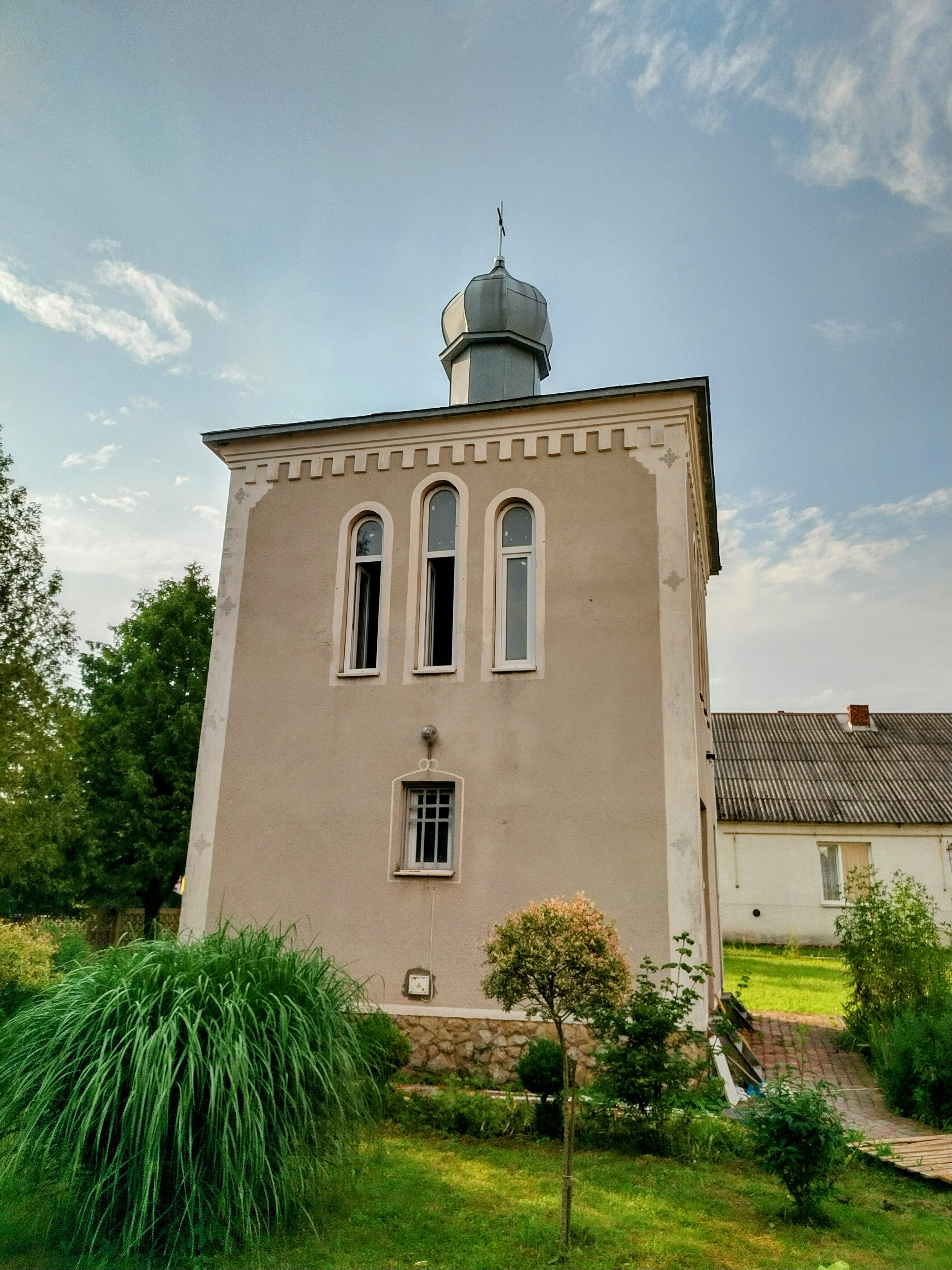
Дзвіниця церкви Святого Миколая
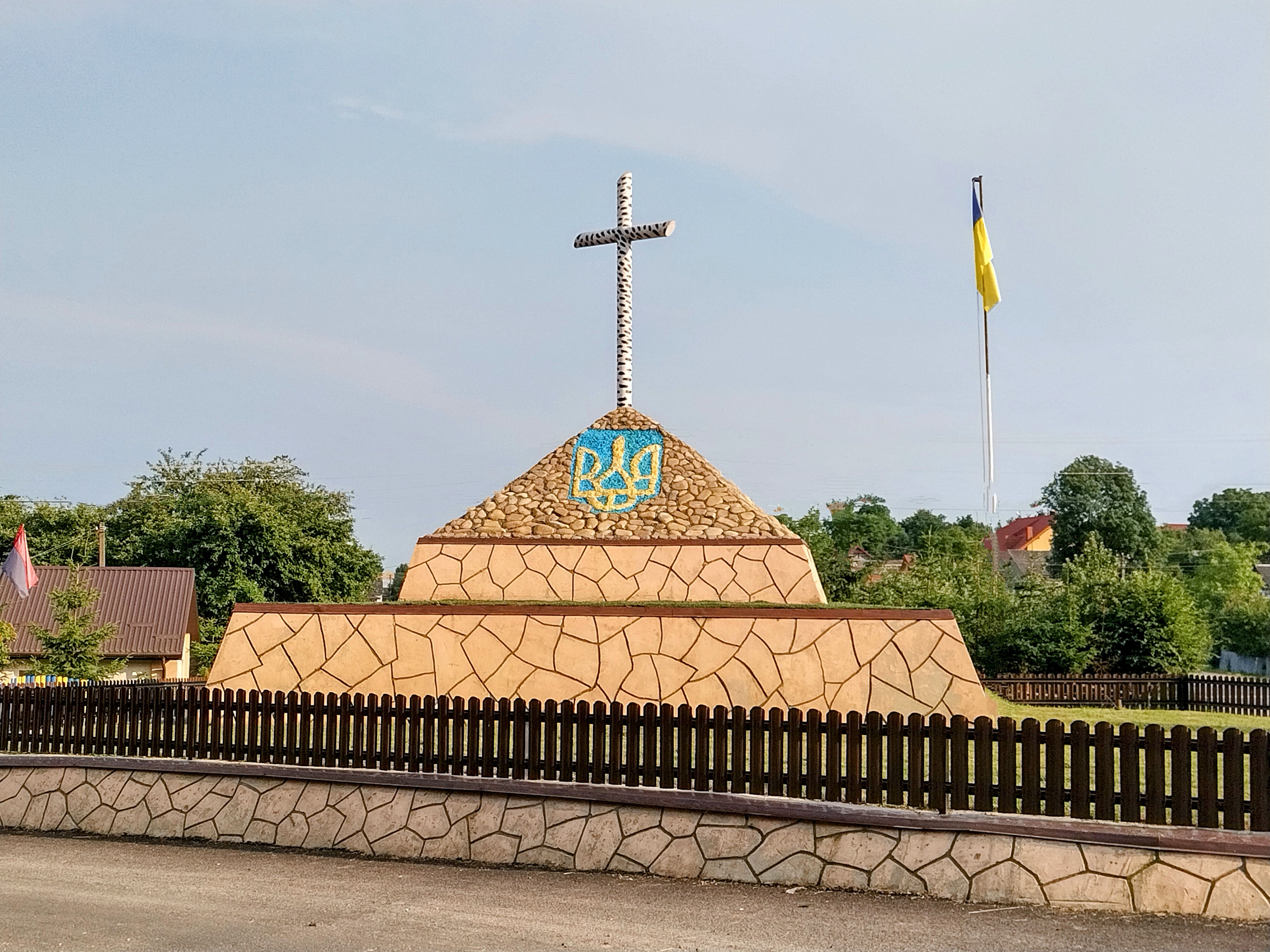
Меморіал "Борцям за волю України"